# Ermioni
Ermioni är en grekisk stad och platsen för den forntida staden Hermione i Argolis.
År 2011 hade staden 2 505 invånare.

## Historia
Enligt myten grundades Ermioni av hjälten Ermionas, som döpte staden till Hermione för att hedra guden Hermes. Under den mykenska perioden var staden hedrad till Hermione, dottern till Helena och Menelaos av Sparta.
Hermione var en blomstrande handelsstad. Den kom 464 f. Kr. under Argos överhöghet, men blev under Peloponnesiska kriget åter en fri stad.
Staden beskrevs på 100-talet e.Kr. av den grekiske geografen Pausanias, han beskrev dess många tempel, festivalerna som hölls kring dem, vattencisternerna och stadsmuren som löpte runt hela staden.
Under grekiska frihetskriget hölls det tredje mötet för den grekiska nationalförsamlingen i Ermioni i april 1826.